# シナモン・エア
シナモン・エア（英語: Cinnamon Air）は、サフラン・アビエーション（英語: Saffron Aviation）が運営するスリランカの航空会社。バンダラナイケ国際空港内にある専用ターミナルから国内各地とコロンボをつないでいる。2013年7月から定期便の運航を開始し、セスナ208水陸両用機（9人乗り）2機とセスナ208B グランドキャラバン（12人乗り）１機を保有している。

## 概要
シナモン・エアの目標はスリランカの文化三角地帯と、コロンボ、ハンバントタの2都市を結ぶことである。キャンディでは現在は水上空港を利用しているが、空港建設後はそちらを使用する予定である。現在、コロンボとバッティカロア、トリンコマリー、ディックウェラ、コッガラ、ベントタ、シーギリアを定期便で、ヌワラ・エリヤとカルピティアを季節運航便で結んでいる。また、チャーター便の運行も行なっており、乗客の依頼によって中央高地から北部地域まで航空機の運航が可能である。定期便は全てスリランカ航空とのコードシェア便として運行されており、スリランカ航空のウェブサイトを通じて世界中から予約をすることができる。
シナモン・エアを保有するサフラン・アビエーション株式会社はスリランカ最大のコングロマリットであり、ジョン・キールズ・ホールディングス、MMBLレジャー・ホールディングス、フェニックス・ベンチャーズ3社の合弁会社である。
カトゥナーヤカのバンダラナイケ国際空港内にあるシナモン・エアの国内線ターミナルには格納庫と整備施設が付属している。

## 就航路線
2019年現在、公式サイトによると就航路線は以下の通り。キャンディでは上半期（1月1日 - 9月15日）はビクトリア水上空港、冬期は（9月16日 - 12月31日）はポルガラ水上空港で運行される。

### 国内線
- コロンボ/バンダラナイケ - バッティカロア、キャッスルリ貯水池、コロンボ/ウォーターズ・エッジ、ディックウェラ、ハンバントタ、キャンディ、コッガラ、シーギリヤ、トリンコマリー
- コロンボ/ウォーターズ・エッジ - キャッスルリ水上空港、キャンディ、ディックウェラ、ハンバントタ、コッガラ
- ハンバントタ - バッティカロア、キャッスルリ貯水池、キャンディ、シーギリヤ
- キャンディ - バッティカロア（夏期のみ）、ディックウェラ、コッガラ
- シーギリヤ - バッティカロア、トリンコマリー
- キャッスルリ貯水池 - コッガラ

## 運用機材

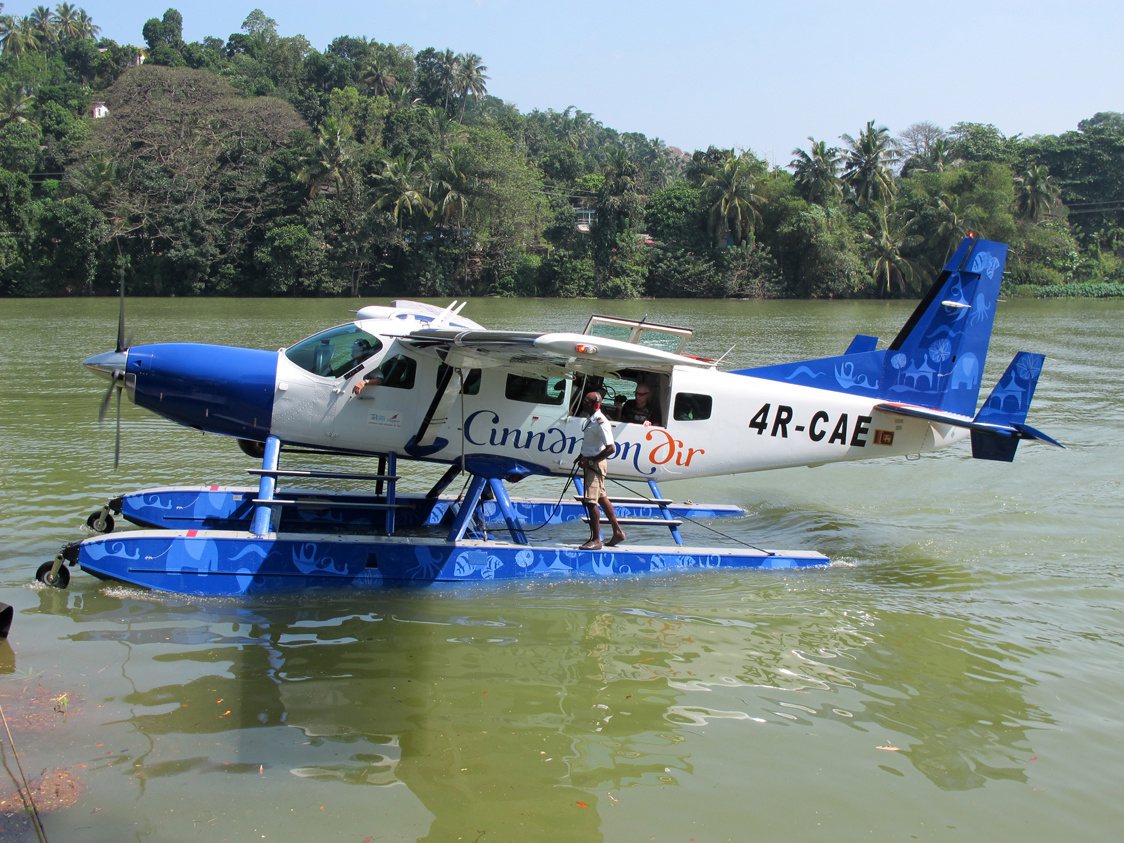
シナモン・エア セスナ208キャラバン1号（ボルゴラ・レザボアー空港）

2019年現在の公式サイトによると運用機材は以下の通り。
| 機種                                 | 運用数 | 乗客数 | 備考   |
| ------------------------------------ | ------ | ------ | ------ |
| セスナ208B グランドキャラバン        | 1      | 12     | 地上用 |
| セスナ208 キャラバン・アンフィビアン | 2      | 9      | 水上用 |